# Thánh Thiên (luận sư Phật giáo)
Thánh Thiên (Āryadeva, 聖天, Ca-na-đề-bà, Đề-bà, thế kỷ VI sau công nguyên) là một luận sư Phật giáo nổi tiếng của Ấn Độ, đệ tử trực tiếp của luận sư Long Thụ, tổ thứ 15 của Thiền tông Ấn Độ, tác giả của bộ luận Bách luận.
Là học trò của Long Thụ, Thánh Thiên am hiểu sâu sắc Phật Pháp. Tương truyền, nghĩ rằng để truyền bá hiệu quả lý luận của Phật và thầy Long Thụ thì phải tiếp cận được vua, nên Thánh Thiên tham gia quân đội và trở thành vị tướng xuất chúng. Nhờ đó, ông được vua biết đến và ban thưởng. Thanh Thiên xin nhận phần thưởng là nhà vua tổ chức một cuộc tranh biện giữa ông với các luận sư của tôn giáo khác. Qua cuộc tranh luận, Thánh Thiên đã làm nổi bật được triết lý và ý nghĩa của đạo Phật. Nhờ đó, nhà vua khâm phục và hỗ trợ việc truyền bá Phật giáo.